# 藤田奈那
藤田 奈那（ふじた なな、1996年〈平成8年〉12月28日 - ）は、日本の女優であり、女性アイドルグループ・AKB48の元メンバーである。東京都出身。ACT JP エンターテイメント所属。

## 略歴
2010年3月31日、第10期研究生オーディション合格し、同年6月20日に研究生「シアターの女神」公演において、AKB48劇場の公演デビュー。
2012年6月24日、さいたまスーパーアリーナで行われた「真夏のSounds good !」全国握手会において、伊豆田莉奈、小嶋菜月、小林茉里奈、名取稚菜、森川彩香の5名とともに、所属チームは未定ながら正規メンバーへ昇格することが発表された。同年8月24日、東京ドームにて開催されたコンサート『AKB48 in TOKYO DOME 〜1830mの夢〜』初日公演において、チームKへの所属が発表され、同年11月1日に新チーム体制に移行した。
2014年2月24日、Zepp DiverCityで開催された「AKB48グループ大組閣祭り」において、チームAへの異動が発表され、同年4月24日、新チーム体制に移行した。
2015年3月26日、さいたまスーパーアリーナで行われた『AKB48春の単独コンサート〜ジキソー未だ修行中！』において、チームKへの異動が発表され、同年9月1日、新チーム体制に移行した。
2015年9月16日、横浜アリーナにおいて開催された『第6回AKB48グループ ソロシングル争奪じゃんけん大会in横浜アリーナ〜こんなところで、運なんか使っちゃうのかと思うかもしれないが、とりあえず、勝たなきゃしょうがないだろ?〜』で優勝し、ソロデビューすることが決定し、同年12月23日にシングル「右足エビデンス」でソロデビューした。AKB48グループでは13人目のソロデビューとなった。また、同大会での優勝を受けてテレビ朝日およびビデオパスで放送・配信中であったドラマ「AKBホラーナイト アドレナリンの夜」の主演メンバーに新たに追加となり、翌2016年1月13日放送の第27話「死舞」でテレビドラマ初主演を務めた。
2018年9月29日に行われたチームK「RESET」公演において、AKB48から卒業することを発表した。
2019年1月7日、AKB48劇場において卒業公演が行われ、同日をもってAKB48を卒業した。翌1月8日にAKSからACT JP エンターテイメントへ移籍。

## 人物
小学1年生の頃から約7年間、プロのバレリーナを目指し、地元のバレエスタジオやバレエ団付属の研究所に通っていた。
宝塚歌劇団の大ファンである。

### AKB48
楽屋でお菓子パーティーしていたのがきっかけで大島チームK→高橋チームAでチームメイトであった前田亜美、武藤十夢、古畑奈和と藤田の4人で「おかぱーず」という非公式ユニットを組んでいた。『AKB48 SHOW!』の特別企画『藤田奈那のなぁなSHOW!』ではおかぱーずによるコントを披露した。

## AKB48での参加楽曲

### シングル選抜楽曲
- 「桜の木になろう」に収録
  - 黄金センター - 「チーム研究生」名義
- 「Everyday、カチューシャ」に収録
  - アンチ - 「チーム研究生」名義
- 「風は吹いている」に収録
  - 蕾たち - 「チーム4+研究生」名義
- 「GIVE ME FIVE!」に収録
  - ユングやフロイトの場合 - 「スペシャルガールズC」名義
- 「真夏のSounds good !」に収録
  - 3つの涙 - スペシャルガールズ名義
- 「ギンガムチェック」に収録
  - あの日の風鈴 - 「ウェイティングガールズ」名義
- 「UZA」に収録
  - スクラップ&ビルド - 「Team K」名義
- 「永遠プレッシャー」に収録
  - 私たちのReason
- 「So long !」に収録
  - 夕陽マリー - 「大島TeamK」名義
- 「さよならクロール」に収録
  - How come ? - 「Team K」に収録
- 「ハート・エレキ」に収録
  - 細雪リグレット - 「Team K」名義
- 「前しか向かねえ」に収録
  - 君の嘘を知っていた - 「Beauty Giraffes」名義
- 「ラブラドール・レトリバー」に収録
  - 君は気まぐれ - 「Team A」名義
- 「希望的リフレイン」に収録
  - 従順なSlave - 「Team A」名義
- 「唇にBe My Baby」に収録
  - お姉さんの独り言 - 「Team K」名義
- 「翼はいらない」に収録
  - 哀愁のトランペッター - 「Team K」名義
- 「11月のアンクレット」に収録
  - 野蛮な求愛 - 「ダンス選抜」名義
- 「Teacher Teacher」に収録
  - 終電の夜 - 「Team K」名義

### アルバム選抜楽曲
『ここにいたこと』に収録
- High school days - 「チーム研究生」名義
- ここにいたこと - 「AKB48+SKE48+SDN48+NMB48」名義

『1830m』に収録
- さくらんぼと孤独 - 「研究生」名義
- 青空よ 寂しくないか? - 「AKB48+SKE48+NMB48+HKT48」名義

『次の足跡』に収録
- 共犯者 - 「Team K」名義

『ここがロドスだ、ここで跳べ!』に収録
- Oh! Baby! - 「高橋Team A」名義

『0と1の間』に収録
- 愛の使者 - 「Team K」名義

### その他の参加楽曲
シングル「初恋は実らない」 （おじゃる丸シスターズ名義、2011年5月11日発売）
- 初恋は実らない
- かたつむり〜おじゃる丸シスターズ・バージョン〜

### 劇場公演ユニット曲
研究生「シアターの女神」公演
- キャンディー
- ロッカールームボーイ

チームB 5th Stage「シアターの女神」
- ロマンスかくれんぼ（前座ガール）
- キャンディー（佐藤亜美菜のアンダー）
- ロッカールームボーイ（小林香菜のアンダー）

チームK 6th Stage「RESET」
- 檸檬の年頃（前座ガールズ）
- 逆転王子様（内田眞由美のアンダー）
- 明日のためにキスを（秋元才加のアンダー）
- 心の端のソファー（梅田彩佳のアンダー）

チームA 6th Stage「目撃者」
- ミニスカートの妖精（前座ガールズ）
- ☆の向こう側（中田ちさとのアンダー）
- サボテンとゴールドラッシュ（大家志津香、篠田麻里子、仲川遥香のアンダー）

大場チーム4「僕の太陽」公演
- 向日葵

研究生公演「RESET」
- 明日のためにキスを
- 心の端のソファー

研究生公演「僕の太陽」
- 向日葵

大島チームK ウェイティング公演
- Glory days （チームS 2nd Stage「手をつなぎながら」）
- エンドロール （チームK 5th Stage「逆上がり」）
- キャンディー （チームB 5th Stage「シアターの女神」）
- 初めてのジェリービーンズ （ひまわり組 2nd Stage「夢を死なせるわけにいかない」）

梅田チームB ウェイティング公演
- 思い出以上 （チームS 3rd Stage「制服の芽」）

チームKウェイティング公演II「最終ベルが鳴る」
- リターンマッチ

チームA「恋愛禁止条例」公演
- 黒い天使
- 恋愛禁止条例

田原総一朗「ド〜なる?!ド〜する?!AKB48」公演
- Bird

峯岸チームK「最終ベルが鳴る」公演
- リターンマッチ
- 22人姉妹の歌（峯岸みなみのユニットアンダー）

リバイバル公演「僕の太陽」
- 愛しさのdefense（相笠萌のスタンバイ）

込山チームK「RESET」公演
- 奇跡は間に合わない

## 作品

### シングル
| 枚 | リリース日     | タイトル       | オリコン 最高位 | レーベル                   | 販売形態 | 規格品番   |
| -- | -------------- | -------------- | --------------- | -------------------------- | -------- | ---------- |
| 1  | 2015年12月23日 | 右足エビデンス | 10位            | You, Be Cool!/KING RECORDS | CD+DVD   | KIZM-411/2 |

## 出演

### テレビドラマ
- マジすか学園2 最終話（2011年7月1日、テレビ東京） - ナナ 役
- So long ! 第2話（2013年2月12日、日本テレビ）
- AKBホラーナイト アドレナリンの夜 第27話「死舞」（2016年1月14日、テレビ朝日） - 主演・優子 役[注 2][22]

### 舞台
- Live Airline（2015年3月4日 - 8日、俳優座劇場 / 3月12日、コラニー文化ホール / 6月17日、北ガス文化ホール） - 秋山陽菜 役
- ジェットラグプロデュース公演
  - 「みんなのうた」（2015年5月8日 - 11日、紀伊國屋ホール） - MC、ダンサー 役[23]
  - 「罠」（2016年1月8日 - 11日、紀伊國屋ホール）[24]
  - 「終わらない世界」（2017年11月29日 - 12月3日、紀伊國屋ホール）[25][26]
  - 「終わらない世界」（2019年12月11日 - 15日、銀座博品館劇場） - ミナ 役[27]
- ウィングエンターテイメント「赤毛のアン」（2016年8月30日・31日、中目黒キンケロ・シアター / 9月3日、清水テルサ / 9月10日・11日、双葉ふれあい文化会館） - ダイアナ・バリー 役
- リーディングシアター「恋工場」（2016年9月23日、ベルサール渋谷ガーデン Cホール）[28]
- MORI SHINGO × 8人のFOXY GIRLS……!!「ダンスカンタービレ」（2017年5月18日 - 21日、銀座博品館劇場）[29]
- 劇団れなっち「ロミオ&ジュリエット」（2018年5月9日 - 13日、AiiA 2.5 Theater Tokyo） - 主演・ロミオ 役（黒組）[30][31]
- ダンスカンタービレ 2018（2018年12月12日 - 16日、銀座博品館劇場）[32]
- 舞台「天狗 ON THE RADIO」（2019年5月2日 - 6日、東京芸術劇場 シアターウエスト） - 川井青葉 役[33][34]
- ノックノックス
  - 「人魚姫」（2019年6月21日 - 30日、すみだパークスタジオ倉） - ヒロイン・アレッタ 役[35]
  - 「照らす」（2020年10月31日、配信上演：イープラス Streaming+）[36]
  - 「シンデレラ」（2021年5月20日 - 22日、配信上演）[37]
  - 「かいじゅうのまち」（2021年12月10日 - 19日、CBGKシブゲキ!!） - アメリア 役[38][39]
  - 「幸せの標本」（2022年4月23日 - 5月1日、赤坂RED/THEATER）[40]
- Get Back!!（2019年9月22日 - 29日、俳優座劇場） - ヒロイン・夏織 役[41]
- 花火の陰 2020（2020年2月5日 - 10日、三越劇場） - たまごちゃん 役[42][43]
- 方南ぐみ企画公演朗読劇『伊賀の花嫁』冬の陣2021「言いわけ」編（2021年1月19日、シアターサンモール） ※新型コロナウイルス拡大防止のため全公演中止[44]
- 知恵と希望と極悪キノコ（2021年8月19日 - 23日、東京芸術劇場 シアターウエスト）[45]
- 五番目のサリー 〜The Fifth Sally〜（2021年10月21日 - 30日、よみうり大手町ホール） - デリー 役[46][47]
- ミュージカル「スワンキング」（2022年6月8日 - 17日、東京国際フォーラム ホールC / 7月1日・3日、オリックス劇場 / 7月9日・10日、刈谷市総合文化センター アイリス 大ホール / 7月17日・18日、キャナルシティ劇場） - テレーゼ 役[48][49]
- 30-DELUX×KoRocK「スペースウォーズ2023 feat.BOYS AND MEN」（2023年1月11日 - 22日、新国立劇場 小劇場） - 光 役[50]
- ミュージカル「アルジャーノンに花束を」（2023年4月27日 - 5月7日、日本青年館ホール / 5月13日・14日、COOL JAPAN PARK OSAKA WWホール） - ノーマ・ゴードン（幼少期） 役[51][52]
- 劇団Rainbow Jam 第三回公演「Strangerーよそ者ー」（2023年10月11日 - 15日、シアター711） - 清水千夜、太田岬 役[53]
- WAKUプロデュース vol.27「something どこにいても ここ」（2023年12月6日 - 10日、赤坂RED/THEATER）[54]
- 30-DELUX collaborate with UNiFY「SHAKES2024〜それは夢、だが人生という永劫の物語」（2024年5月15日 - 19日、俳優座劇場 / 5月31日 - 6月2日、ABCホール / 6月7日 - 9日、メニコン シアターAoi） - 月咲蘭子 役[55]
- 演劇企画ユニット劇団山本屋 CUWT project vol.2.0「風を切れ2024」（2024年7月25日 - 28日、東京芸術劇場 シアターウエスト） - ヒロイン・アザミ 役[56][57]
- 野村宏伸芸能40周年記念公演「PLAY」（2024年9月18日 - 23日、「劇」小劇場）[58]
- TARAKO追悼公演 WAKUプロデュース vol.いったんFinal「something どこにいても ここ」（2024年12月11日 - 15日、赤坂RED/THEATER）[59]
- 方南ぐみ企画公演 朗読劇「青空」（2025年2月2日、俳優座劇場）[60]